# 30S
30 je manja podjedinica 70S ribozoma prokariota. Ona je kompleks ribozomne RNK i ribonukleoproteina koji učestvuje u translaciji iRNK. Ovaj kompleks obuhvata 16S ribozomsku RNK.
30S podjedinica sadrži mesto inhibicije za antibiotike kao što su tetraciklin i aminoglikozidi.

## Spoljašnje veze
- Архивирано на веб-сајту  (7. септембар 2020)
- 16S+Ribosomal+RNA на 